# Moschav

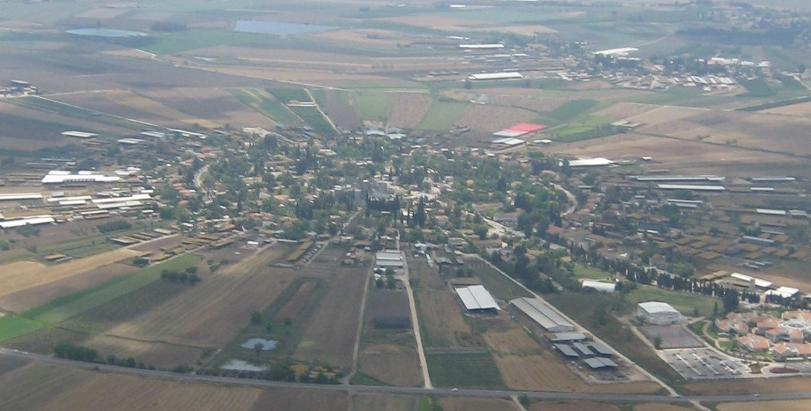
Der Moschav Nahalal aus der Luft

Als Moschav oder Moschaw (hebräisch מוֹשָׁב mōšav, deutsch ‚Sitz, Siedlung‘, englisch Moshav, abgeleitet von der Wurzel ישב, „sitzen, wohnen“) wird eine genossenschaftlich organisierte ländliche Siedlungsform in Israel bezeichnet, deren Güter sich teils in Kollektiv-, teils in Privateigentum befinden. Der Plural lautet Moschavim oder Moschawim (hebräisch מוֹשָׁבִים). Der Moschav ist nicht zu verwechseln mit der Moschava (Plural Moschavot), einer Siedlungsform, in der in aller Regel kein Kollektiveigentum existiert.
Der Moschav ist die jüngste und häufigste Form israelisch-jüdischer Dörfer. Heute bestehen 451 Moschavim, in denen knapp 142.000 Menschen leben und arbeiten, das sind 4,6 Prozent der Gesamtbevölkerung.
Anders als bei den Kibbuzim war Privatbesitz im Moschav von Anfang an Teil der Wirtschafts- und Lebensgemeinschaft. Allerdings wird in letzter Zeit auch in Kibbuzim Privateigentum selbstverständlicher (siehe Kibbuz im 21. Jahrhundert), so dass sich diese der Lebensform des Moschav annähern.

## Typen
Ein Moschav ist ein auf genossenschaftlicher Basis organisiertes Dorf. Im Mittelpunkt steht der selbst bewirtschaftete eigene Hof. Der Grundbesitz ist in der Regel Nationaleigentum und nur auf 49 Jahre gepachtet.
Es haben sich vier Typen von Moschavim herausgebildet, die sich nicht streng voneinander abgrenzen lassen:

### Moschav Ovdim
Der Moschav Ovdim entspricht in seiner Struktur dem ersten, 1923 gegründeten Moschav. Dieser Typ stellt heute den größten Anteil unter den Moschavim.
Die Siedlung tritt als Kooperative auf, die im Inneren das individuelle Familienleben betont.
Entscheidungen über die Angelegenheiten des Moschav trifft die Generalversammlung der Siedler (אֲסֵפָה כְּלָלִית Assefah Klalīt, deutsch ‚generelle Versammlung‘), in der jeder Farmer eine Stimme hat. Die Generalversammlung wählt einen Ausschuss (ֽֽמַזְכִירוּת Maskīrūt, deutsch ‚Sekretariat‘), der für die praktische Umsetzung der Entscheidungen verantwortlich ist.

### Moschav Schittufi
In einem Moschav Schittufi (hebräisch מוֹשָׁב שִׁתּוּפִי Mōschav Schittūfī, deutsch ‚genossenschaftlicher Moschav‘) sind Grund und Boden Gemeinbesitz und werden, ähnlich wie im Kibbuz, von der Dorfgemeinschaft bearbeitet. Arbeit und Entlohnung richten sich nach den persönlichen Voraussetzungen und Bedürfnissen der Bewohner. Die Einwohner dieses Moschavtyps nutzen die Vorteile der Gemeinschaft, etwa die Möglichkeit, Investitionen zu tätigen, die einem einzelnen Farmer nicht möglich wären. Gleichzeitig sollen die Reibungspunkte des Kollektivs ausgeschlossen werden: Im Gegensatz zum Kibbuz unterhält hier jede Familie ihren eigenen individuellen Haushalt.
Der erste Moschav Schittufi, Kfar Hittim, wurde 1936 gegründet.

### Moschav Taʿassijati
Diese Siedlungen haben sich auf die Industrieproduktion verlegt: In Manufakturen werden Produkte jeder Art hergestellt. Die Gründe für die Abkehr von der Landwirtschaft sind vielfältig.

### Moschav Asori
Beim Moschav Asori steht die Regionalplanung im Vordergrund. Sowohl die Ansiedlung der Farmen als auch der Aufbau einer Infrastruktur werden für die Moschavim einer Region (etwa zehn bis zwölf Siedlungen) zentral geplant. Im regionalen Zentrum, dem Moschav Asori, befinden sich Krankenhaus, Apotheke, Schulen usw.

## Geschichte
Als erster Moschav wurde 1921 Nahalal in der Jesreelebene gegründet, ca. 25 km südöstlich von Haifa. In den folgenden Jahrzehnten entstanden viele weitere Moschavim; zur Zeit der israelischen Staatsgründung im Jahr 1948 waren es bereits ca. 60. Zulauf erhielten die Moschavim in den ersten Jahren nach 1948 vor allem durch Überlebende des Holocaust und Einwanderer aus den arabischen Ländern, die sich mit den kollektiven Strukturen der Kibbuzim nicht so recht anfreunden konnten und in denen die Familie einen hohen Stellenwert hat. Bis 1967 wuchs die Zahl der Moschavim auf fast 350 an.
Hervorgegangen sind die Moschavim aus den älteren Kibbuzim. Der sozialistische Charakter dieser Genossenschaftssiedlungen wurde von den Gründern des Moschav als zu einengend empfunden. Anders als im Kibbuz waren individuelle Interessen und Bedürfnisse und vor allem Privateigentum deswegen nicht verpönt. Die Moschavim zeichneten sich im Gegenteil von Anfang an dadurch aus, dass jede Familie ihren eigenen Haushalt führte und selbst eine Parzelle Boden (mit einer Fläche von drei bis vier Hektar) bewirtschaftete. Die Maschinen waren gemeinsames Eigentum; auch der Einkauf und der Verkauf von Produkten wurden gemeinschaftlich vorgenommen. Die Entscheidung, was angebaut werden sollte, lag beim Einzelnen.
Seit den 1950er Jahren wurden außerdem zunehmend Moschavim als Zentralorte (Moschav Asori) geplant, in denen übergreifende Dienstleistungen (Kliniken, weiterführende Schulen, Werkstätten, Fabriken für Verpackung und Versand) für die Moschavim der Region konzentriert wurden, um die Wirtschaftlichkeit zu verbessern.
In der Gegenwart haben viele, vor allem kleinere, Moschavim mit finanziellen Problemen zu kämpfen. Manche Farmer gehen deswegen zusätzlich Arbeiten außerhalb des Moschav nach; teilweise wurde die Landwirtschaft aufgegeben. Andere Tendenzen gehen dahin, in größeren Einheiten zu wirtschaften oder die Verantwortung ganz auf die einzelnen Bauern zu übertragen. Allgemein ist eine Entwicklung der Moschavim hin zu „normalen“ Dörfern festzustellen.

## Ehemalige Moschavim

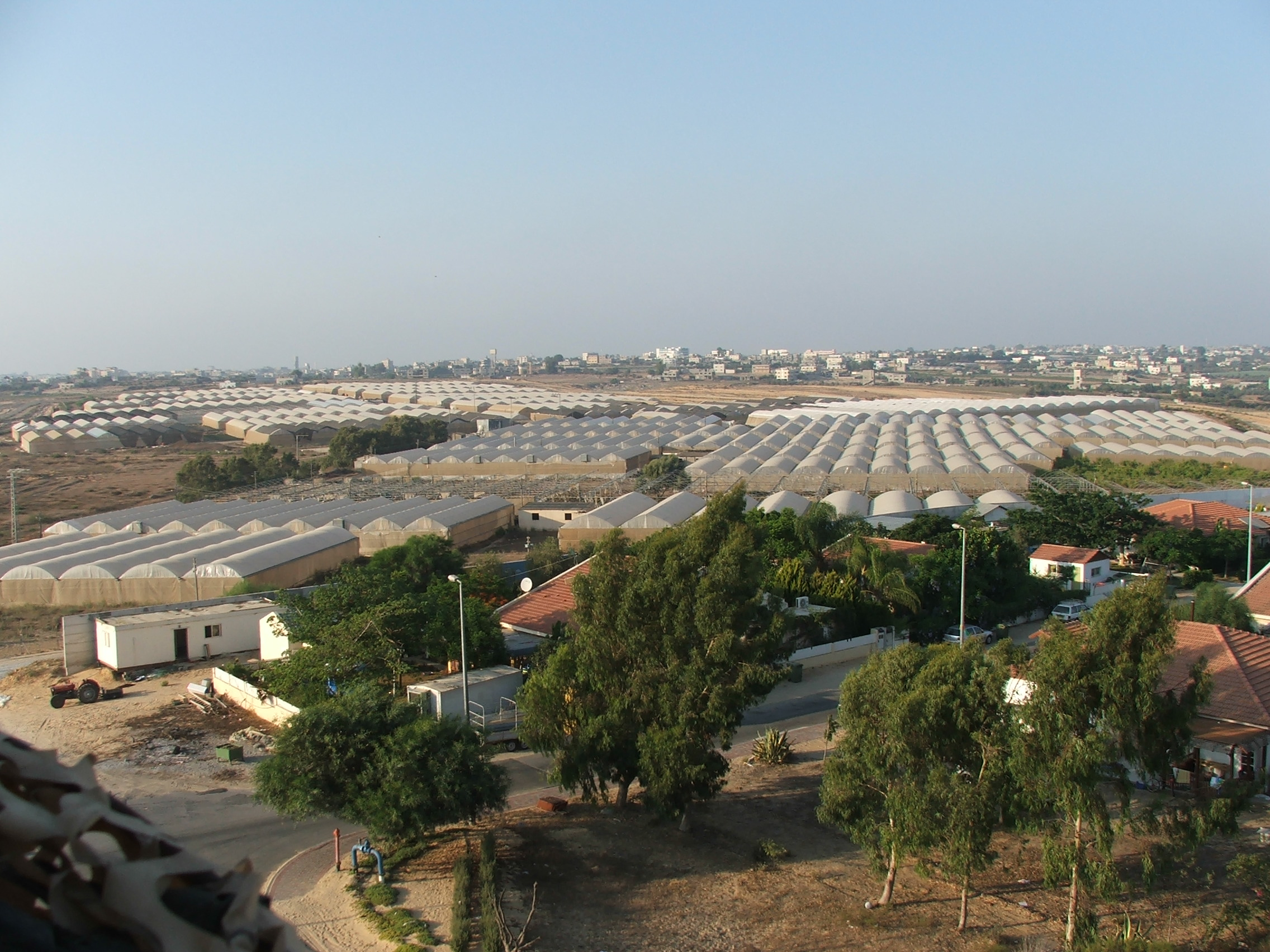
Der ehemalige Moschav Morag, 2005

Folgende Moschavim wurden im Rahmen des Abkoppelungsplans aufgegeben:
- Bedolach 1979–2005
- Bnei Atzmon 1982–2005
- Gadid 1982–2005
- Gan Or 1983–2005
- Katif 1985–2005
- Morag 1983–2005
- Netzer Hazani 1997–2005

## Christliche Moschavim
Die christlichen Moschavim, wie das über die Grenzen Israels hinaus bekannte Nes Ammim, sind eine Randerscheinung.